# انتخابات الرئاسة الأمريكية 1940
الانتخابات الرئاسية الأمريكية 1940 هي الانتخابات الرئاسية الأمريكية التي جرت في 5 نوفمبر 1940، لانتخاب رئيس الولايات المتحدة، فاز بالانتخابات فرانكلين روزفلت.

## المرشحين
| المرشح          | الحزب | عدد الأصوات |
| --------------- | ----- | ----------- |
| فرانكلين روزفلت |       |             |